# Gonzalo Heguy
Gonzalo Heguy (Buenos Aires, 30 de abril de 1964-La Pampa, 6 de abril de 2000) fue un polista argentino.

## Biografía
Fue un integrante de la familia con mayor estirpe polística de la Argentina. Hijos de Horacio Heguy y Nora Heguy, fue junto a sus hermanos y a sus primos, responsable del que el polo se considerase una profesión. Con ese deporte viajaron por todo el mundo. Su abuelo Antonio Heguy, fue famoso por haber logrado el título en 1958.

## Carrera
Gonzalo con sus hermanos Horacio, Marcos y Bautista Heguy y con sus primos Eduardo, Alberto e Ignacio, ofrecieron durante años espectáculos en todo el mundo con los Indios Chapaleufú 1 y 2. En sus momentos hubo unos jeques árabes que pagaron miles de dólares solo para ver jugar a los Heguy. 
Fue el número 2 del mítico Indios Chapaleufú 1. También fue ganador del abierto argentino de polo en 5 ocasiones.
Entre sus grandes logros figuran la conquista de los torneos Jockey Club tres años seguidos: 1993, 1994 y 1995 y la obtención de la Copa Presidente y los Abiertos de Hurlingham, Indios y Tortugas, por
lo cual obtuvo el Premio Revelación 1980.
Era socio del club Coronel Suárez donde ganó varias copas.
Fue colega de grandes del polo como Marcos Di Paola, Silvestre Garrós, José Ignacio Araya y Francisco Bensadón.
Otra de sus fascinaciones era la crianza de caballos pura sangre, en su haras
de Intendente Alvear.
Dueño de un fuerte temperamento protagonizó airados reclamos contra la Asociación Argentina de Polo e, incluso, fue suspendido por una de sus protestas. 
En 2000 recibió el Premio Konex - Diploma al Mérito como uno de los cinco mejores polistas de la década en Argentina.

## Tragedia familiar
Su tío Eduardo Heguy y su hermana Miriam murieron en dos terribles accidentes.
Su hermano Alejandro Heguy que tenía dos años y medio, murió ahogado en la pileta de su casa en San Isidro en 1970.
Su hermano Horacio perdió la visión de su ojo derecho tras recibir un bochazo mientras jugaba la copa de la reina en Inglaterra en 1995.
Su padre Horacio Heguy, enfermo de cáncer falleció en 1998.
Él mismo sufrió un serio accidente en octubre de 1988 cuando en medio de un partido se cayó de un caballo. El Indio como lo llamaban, se recuperó de aquella fractura y volvió a jugar a la cancha.

## Vida privada
Estuvo casado con María Jesús Resta, y juntos tuvieron una hija con el mismo nombre materno nacida en 1998.

## Tragedia y fallecimiento
Gonzalo Heguy que volvió el día anterior de Estados Unidos en donde había jugado en Florida; había dejado a su mujer y a su pequeña hija de dos años, en la casa de sus suegros en Buenos Aires, emprendiendo un viaje solo de regreso a su estancia "La Primavera".
El accidente ocurrió cerca de las 7 hs  del 6 de abril de 2000 en el kilómetro 39 de la ruta provincial 2. Por una espesa niebla sumado al cansancio y la excesiva velocidad, su Ford Ranger perdió el rastro del asfalto y el control de su camioneta. Luego se fue contra la banquina, cruzó el pavimento, dio varios tumbos, y como no llevaba puesto el cinturón de seguridad, en uno de sus vuelcos salió despedido quedando tendido en la banquina de la mano
contraria a la que circulaba. El impacto contra el suelo le provocó la muerte inmediata. Sus restos fueron velados en la casa principal de la Marsellesa, el campo de su hermano mellizo, Horacio Heguy, casi en la entrada de Intendente Alvear sobre la ruta 1 e inhumado en el cementerio de dicha localidad pampeana.
El polista Héctor Guerrero lo reemplazó en Indios. En octubre de 2000 los familiares del polista decidieron rematar 120 de sus caballos en un acto en el que asistieron unas 300 personas.